# Irlandia na Zimowych Igrzyskach Olimpijskich 2018
Irlandia na Zimowych Igrzyskach Olimpijskich 2018 – występ kadry sportowców reprezentujących Irlandię na igrzyskach olimpijskich w Pjongczangu w 2018 roku.
W kadrze znalazło się pięcioro zawodników – czterech mężczyzn i jedna kobieta. Reprezentanci Irlandii wystąpili w jedenastu konkurencjach w czterech dyscyplinach sportowych.
Funkcję chorążego reprezentacji Irlandii podczas ceremonii otwarcia igrzysk pełnił Seamus O’Connor, a podczas ceremonii zamknięcia – Brendan Newby. Reprezentacja Irlandii weszła na stadion olimpijski jako 45. w kolejności, pomiędzy ekipami z Islandii i Azerbejdżanu.
Był to 7. start reprezentacji Irlandii na zimowych igrzyskach olimpijskich i 28. start olimpijski, wliczając w to letnie występy.

## Tło startu

### Występy na poprzednich igrzyskach
Irlandia startuje w zimowych igrzyskach olimpijskich od 1992 roku. Wówczas, na igrzyskach w Albertville, kadra liczyła czterech bobsleistów, którzy wystąpili w dwójkach mężczyzn. W Lillehammer nie wystartował żaden Irlandczyk, natomiast w Nagano i Salt Lake City reprezentacja liczyła po sześcioro zawodników. W Turynie wystąpiło czworo Irlandczyków, w Vancouver sześcioro, a w Soczi pięcioro.
Łącznie w latach 1992–2014 Irlandię na zimowych igrzyskach olimpijskich reprezentowało 27 zawodników (22 mężczyzn i 5 kobiet), którzy zaprezentowali się w pięciu dyscyplinach sportowych – biegach narciarskich, bobslejach, narciarstwie alpejskim, skeletonie i snowboardingu.
Najlepszym rezultatem irlandzkich zawodników w zimowych występach olimpijskich jest czwarte miejsce Cliftona Wrottesleya w 2002 roku w skeletonowym ślizgu mężczyzn.
Najbardziej doświadczonym olimpijczykiem w irlandzkiej kadrze na igrzyska w Pjongczangu był Seamus O’Connor, dla którego był to drugi start olimpijski w karierze. W Soczi zawodnik zajął 15. miejsce w halfpipie i 17. w slopestyle’u.

### Występy na mistrzostwach świata w sezonie przedolimpijskim
W sezonie przedolimpijskim rozegrane zostały mistrzostwa świata w narciarstwie alpejskim w Sankt Moritz. Wzięła w nich udział Tess Arbez, zajmując 52. miejsce w slalomie i 59. w slalomie gigancie.
W mistrzostwach świata w narciarstwie klasycznym w Lahti zaprezentował się Thomas Hjalmar Westgård, który w barwach Irlandii startuje od 2016 roku. W zawodach zajął 49. miejsce w biegu na 15 km techniką klasyczną, 58. miejsce w biegu łączonym na 30 km i 77. miejsce w sprincie techniką dowolną.
W rozegranych w Sierra Nevadzie mistrzostwach świata w narciarstwie dowolnym wystąpił Brendan Newby. Zaprezentował się w halfpipie i uplasował się na 25. pozycji. W tym samym ośrodku narciarskim odbyły się w 2017 roku snowboardowe mistrzostwa świata. Nie uczestniczył w nich Seamus O’Connor, który w poprzedniej edycji imprezy w 2015 roku w Kreischbergu zajął 10. miejsce w slopestyle’u i 13. w halfpipie.

### Kwalifikacje olimpijskie
Wymogiem kwalifikacyjnym w biegach narciarskich było zdobycie min. 100 punktów FIS na dystansach i 120 punktów w sprincie w okresie kwalifikacyjnym. Minima te spełnił Thomas Hjalmar Westgård we wszystkich konkurencjach indywidualnych, dzięki czemu uzyskał prawo startu w biegach na wszystkich dystansach i w sprincie indywidualnym.
Irlandia wypełniła również minimalny wymóg kwalifikacyjny dla podstawowej kwoty narodowej w narciarstwie alpejskim, czyli po 140 punktów FIS. Dzięki temu kwalifikację olimpijską zyskało dwoje alpejczyków (jeden mężczyzna i jedna kobieta), którzy mieli prawo startu w slalomie i slalomie gigancie.
Kwalifikacje olimpijskie w narciarstwie dowolnym określane były na podstawie listy rankingowej zawierającej starty w zawodach Pucharu Świata w okresie od 1 lipca 2016 do 21 stycznia 2017 oraz mistrzostwa świata w 2017 roku. Minimum kwalifikacyjnym było 80 punktów FIS w skokach akrobatycznych, jeździe po muldach i skicrossie oraz 50 punktów w halfpipie i slopestyle’u. Irlandia uzyskała jedno miejsce w halfpipie mężczyzn.
W snowboardingu określone zostało minimum kwalifikacyjne jako 100 punktów FIS w okresie kwalifikacyjnym w slalomie gigancie równoległym i snowboard crossie, a w halfpipie i slopestyle’u 50 punktów FIS. Tak samo jak w narciarstwie dowolnym, w snowboardingu Irlandia uzyskała jedno miejsce w halfpipie.

### Delegacja olimpijska
Szefem irlandzkiej misji olimpijskiej w Pjongczangu był dyrektor wykonawczy Komitetu Olimpijskiego Irlandii, Stephen Martin.
29 stycznia 2018 roku Komitet Olimpijski Irlandii oficjalnie podał nazwiska sportowców reprezentujących kraj na igrzyskach olimpijskich w Pjongczangu. W składzie znaleźli się: biegacz narciarski Thomas Hjalmar Westgård, narciarze alpejscy Tess Arbez i Patrick McMillan, narciarz dowolny Brendan Newby i snowboardzista Seamus O’Connor. Członkowie kadry olimpijskiej oraz delegaci wyruszyli w drogę do Pjongczangu dzień później o poranku.

## Skład reprezentacji

### Biegi narciarskie
| Konkurencja                                         | Zawodnik                | Kwalifikacje | Kwalifikacje | Kwalifikacje | Ćwierćfinały | Ćwierćfinały | Ćwierćfinały | Półfinały | Półfinały | Półfinały | Finały    | Finały   | Finały  |
| Konkurencja                                         | Zawodnik                | Czas         | Strata       | Miejsce      | Czas         | Strata       | Miejsce      | Czas      | Strata    | Miejsce   | Czas      | Strata   | Miejsce |
| --------------------------------------------------- | ----------------------- | ------------ | ------------ | ------------ | ------------ | ------------ | ------------ | --------- | --------- | --------- | --------- | -------- | ------- |
| Sprint indywidualny mężczyzn stylem klasycznym      | Thomas Hjalmar Westgård | 3:29,61      | +21,07       | 62. nq       | NQ           | NQ           | NQ           | NQ        | NQ        | NQ        | NQ        | NQ       | 62.     |
| Bieg indywidualny mężczyzn na 15 km stylem dowolnym | Thomas Hjalmar Westgård | —            | —            | —            | —            | —            | —            | —         | —         | —         | 37:36,6   | +3:52,7  | 63.     |
| Bieg łączony mężczyzn na 30 km                      | Thomas Hjalmar Westgård | —            | —            | —            | —            | —            | —            | —         | —         | —         | 1:32:34,2 | +16:14,2 | 60.     |
| Bieg masowy mężczyzn na 50 km stylem klasycznym     | Thomas Hjalmar Westgård | —            | —            | —            | —            | —            | —            | —         | —         | —         | DNS       | DNS      | DNS     |

### Narciarstwo alpejskie
| Konkurencja              | Zawodnik         | Przejazd 1 | Przejazd 1 | Przejazd 2 | Przejazd 2 | Czas łączny | Miejsce |
| Konkurencja              | Zawodnik         | Czas       | Miejsce    | Czas       | Miejsce    | Czas łączny | Miejsce |
| ------------------------ | ---------------- | ---------- | ---------- | ---------- | ---------- | ----------- | ------- |
| Slalom kobiet            | Tess Arbez       | 59,47      | 51.        | 59,00      | 47.        | 1:58,47     | 46.     |
| Slalom gigant kobiet     | Tess Arbez       | 1:22,12    | 56.        | 1:18,12    | 50.        | 2:40,24     | 50.     |
| Zjazd mężczyzn           | Patrick McMillan | —          | —          | —          | —          | 1:49,98     | 52.     |
| Supergigant mężczyzn     | Patrick McMillan | —          | —          | —          | —          | 1:33,54     | 48.     |
| Superkombinacja mężczyzn | Patrick McMillan | 1:25,77    | 61.        | DNF        | DNF        | DNF         | DNF2    |

### Narciarstwo dowolne
| Konkurencja       | Zawodnik      | Kwalifikacje | Kwalifikacje | Kwalifikacje | Kwalifikacje | Finał   | Finał   | Finał   | Finał   | Finał   | Finał   | Miejsce |
| Konkurencja       | Zawodnik      | Wynik 1      | Miejsce      | Wynik 2      | Miejsce      | Wynik 1 | Miejsce | Wynik 2 | Miejsce | Wynik 3 | Miejsce | Miejsce |
| ----------------- | ------------- | ------------ | ------------ | ------------ | ------------ | ------- | ------- | ------- | ------- | ------- | ------- | ------- |
| Halfpipe mężczyzn | Brendan Newby | 53,80        | 14.          | 13,20        | 22. nq       | NQ      | NQ      | NQ      | NQ      | NQ      | NQ      | 22.     |

### Snowboarding
| Konkurencja       | Zawodnik        | Kwalifikacje | Kwalifikacje | Kwalifikacje | Kwalifikacje | Finał   | Finał   | Finał   | Finał | Miejsce |
| Konkurencja       | Zawodnik        | Wynik 1      | Wynik 2      | Wynik        | Miejsce      | Wynik 1 | Wynik 2 | Wynik 3 | Wynik | Miejsce |
| ----------------- | --------------- | ------------ | ------------ | ------------ | ------------ | ------- | ------- | ------- | ----- | ------- |
| Halfpipe mężczyzn | Seamus O’Connor | 65,50        | 39,75        | 65,50        | 18. nq       | NQ      | NQ      | NQ      | NQ    | 18.     |